# نهاد نور
نهاد نور (14 سبتمبر 1997 -)، ممثل سوري يعيش في مصر. عمل في بدايته مع أحمد حلمي في فيلم زكي شان عام 2005، وبعدها بعامين عمل مع حمادة هلال في فيلم الحب كدة واستمر من بعد ذلك.
عمل في مجال الاعلانات في سن الرابعة بعد مشاركته في برنامج الأطفال يلا بينا مع منى هلا وبعدها ظهر في برنامج من سيربح البومبون مع أحمد حلمي وبعدها شارك مع أحمد حلمي في فيلم زكي شان سنة 2005 ثم فيلم الحب كده مع حماده هلال سنة 2007 و في 2009 مسلسل كريمة كريمة مع ماجده زكي وفي نفس السنة شارك في مسلسل عصابة بابا و ماما مع هاني رمزي و في 2010 مسلسل ماما في القسم مع سميرة أحمد ومحمود ياسين و في نفس السنة قام بدور البطولة مع داليا البحيري في مسلسل ريش نعام.

## أعماله

### من الأفلام
- زكي شان.......ابن خيرت بيه
- الحب كدة.......زياد
- الحب كدة ج 2 ........زياد

### من المسلسلات
- كريمة كريمة. ..... عبد الجبار
- عصابة بابا وماما.
- العتبة الحمرة.
- ماما في القسم.........طفل
- ريش نعام.
- لحظات حرجة
- أنا قلبي دليلي ..........منير و هو صغير
- ضل راجل

## روابط خارجية
- نهاد نور على موقع قاعدة بيانات الأفلام العربية